# Monseigneur Nolenspark
Het Monseigneur Nolenspark, in de wandeling 'Nolenspark' genoemd, is een klein stadsparkje aan de noordzijde van de binnenstad van de Nederlandse plaats Venlo, aan het Monseigneur Nolensplein. 
In het park staan een aantal oude bomen en een grote taxus. Opvallende elementen zijn het beeld van Mgr. Nolens en het voetcarrilion. In de zomerperiode worden er in dit park kleinschalige evenementen georganiseerd, zoals: 'A Day In The Park' en de Nolensparkfeesten.

## Geschiedenis
In 1867 verloor Venlo zijn status als vestingstad en werden de vestingwerken gesloopt. Ten noorden van de vestingwerken werd tussen 1867 en 1872 een geheel nieuwe wijk aangelegd, volgens de plannen van stedebouwkundige Frits van Gendt. Onderdeel van de plannen waren een plein en een park.
In 1931 overleed de politicus Willem Hubert Nolens, die in Venlo was geboren. In 1953 besloot de gemeente hem te eren door het park naar hem te vernoemen en een standbeeld van hem te plaatsen.